# Christian Cold
Christian Magnus Thestrup Cold, född 10 juni 1863, död 7 december 1934, var en dansk ämbetsman.
Cold blev kapten 1901, guvernör i Danska Västindien 1905-1908, där han visade stor administrativ skicklighet. 1908-1921 var han direktör för Det forenede Dampskibsselskab. Under första världskriget hade Cold olika uppdrag vid Danmarks underhandlingar med de krigförande makterna. 1922-1924 var han utrikesminister i Niels Neergaards vänsterregering
Riddare 1:a klass av Kungl. Svärdsorden 1902.

## Utmärkelser
- Riddare av Dannebrogorden,  1902[1]
- Riddare av första klass av Svärdsorden,  1902[2]
- Dannebrogsmännens hederstecken,  1906[1]
- Kommendör av Dannebrogorden,  1908[1]
- Kommendör av första graden av Dannebrogorden,  1916[1]
- Kommendörstecknet av I klass av Finlands Vita Ros’ orden,  1919[3]
- Förtjänstmedaljen i guld,  1922[1]
- Storkors av Dannebrogorden,  1926[1]

[Redigera Wikidata]